# جان غلوفر
جان غلوفر (بالإنجليزية: Jean Glover)‏ (31 أكتوبر 1758 في المملكة المتحدة - 1801 في جمهورية أيرلندا)؛ مغنية، كاتِبة وشاعرة بريطانية.